# Bambushühner
Die Bambushühner (Bambusicola) sind eine Gattung der Vögel aus der Ordnung der Hühnervögel. Sie umfasst zwei Arten, die in Ost- und Südostasien beheimatet sind. Die auf Taiwan beheimatete Unterart des Chinesischen Bambushuhns, die auch in Japan eingeführt wurde, wird bisweilen als eigene Art angesehen.

## Beschreibung
Bambushühner sind mit 25–32 cm Körperlänge etwa rebhuhngroß. Ein Geschlechtsdimorphismus ist bezüglich des Gefieders nicht ausgeprägt, allerdings tragen die Hähne im Unterschied zu den Hennen einen Sporn am Lauf. Der relativ lange, keilförmige Schwanz besteht aus 14 Steuerfedern.

## Arten
- Gelbbrauen-Bambushuhn (B. fytchii) – nordöstliches Indien, südliches Mittelchina und nördliches Indochina.
- Graubrauen-Bambushuhn (B. thoracica) – Ostchina und Taiwan, in Japan eingeführt.